# كلودن
كلودن (بالإنجليزية: Culloden, Georgia)‏ هي مدينة تقع في مقاطعة مونرو، جورجيا بولاية جورجيا في الولايات المتحدة. تبلغ مساحة هذه المدينة 2 (كم²)، وترتفع عن سطح البحر 221 م، بلغ عدد سكانها 223 نسمة في عام 2010 حسب إحصاء مكتب تعداد الولايات المتحدة.

## أعلام
- إيموري سبير
- صموئيل روذرفورد
- جو آن روبنسون

## وصلات خارجية
- Cities & Counties - Georgia.gov